# Hedoné
Hedoné (en griego antiguo: Ἡδονή, Hēdonḗ) es una personificación de la mitología griega que representa la libido o deseo sexual. Su nombre significa «placer».  Ha dado la voz «hedonista» en español. El hedonismo también es la doctrina filosófica basada en la búsqueda del placer y la supresión del dolor como objetivo o razón de ser de la vida. 
Hedoné es el nombre en griego que se adaptó de Voluptas, la hija de Cupido y Psique.  Los opuestos mitológicos del Placer son el Dolor (Algos) y la Fatiga (Ponos).  De ella viene la expresión «mirada de placer» aunque solo se han visto retratados en su versión romana Voluptas.